# جمية عريضة الأوراق
الجُمِية العريضة الأوراق (باللاتينية: Phacelia platyloba) نوع نباتي ينتمي إلى جنس الجمية من الفصيلة الحمحمية.
موطنها ولاية كاليفورنيا الأمريكية.
نبات عشبي حولي.